# Reliefskizze mit Kopf des Echnaton (Berlin 21863)
Die Reliefskizze mit Kopf des Echnaton aus dem Ägyptischen Museum Berlin mit der Inventarnummer Berlin 21863 ist ein Relief aus der Amarna-Zeit.
Das Relief mit der Darstellung des Echnaton wurde 1920 bei Ausgrabungen der Deutschen Orient-Gesellschaft im Haus 47,15 in Tell el Amarna gefunden. James Simon erwarb das Relief und schenkte es dem Berliner Ägyptischen Museum. Die in die Zeit um 1350/1340 v. Chr. datierte Darstellung ist 21 × 21 cm groß und aus Kalkstein gefertigt.
Die offenbar noch unfertige, sehr flach modellierte Studie des Echnaton wurde, wie andere Vorarbeiten und Fragmente rund- und flachplastischer Plastiken, in den Bildhauerwerkstätten Amarnas gefunden. Studien von Köpfen wurden besonders häufig gefunden. Das chat-Kopftuch, das im Nacken in einem Band herabfällt und die unvollendete Uräusschlange auf der Stirn kennzeichnen Echnaton als König. Mit nur wenigen Umrisszeichnungen schafft es der Künstler wohlproportionierte, harmonische Gesichtszüge darzustellen. Die Stirn ist leicht fliehend, das Oberlid des großen Auges gesenkt, die Nasenspitze gerundet, der Mund mit der deutlich volleren Unterlippe leicht geöffnet. Das Kinn ist groß und herabhängend, der Hals schräggestellt und hat die für die Amarna-Kunst typischen zwei Halsfalten. Einzig das Ohr ist sehr plastisch durchgebildet und mit einem Loch im Ohrläppchen versehen. Diese Darstellungsform ist kennzeichnend für eine spätere, etwas gemäßigtere Darstellungsform von König und Königsfamilie in der Amarna-Zeit.
Erst etwa seit der Amarna-Zeit wurden solche Studien notwendig, da vorher ein einheitlicher Figurenkanon in der ägyptischen Kunst üblich war. Es reichte, eine Vorzeichnung nach gängigem Muster aufzubringen, die als direkte Vorlage für eine Malerei oder ein Relief diente. Dieser lange gebräuchliche Kanon wurde in der Amarna-Zeit durch naturgetreuere Abbildungsformen ersetzt. Um möglichst realitätsnahe Bildnisse formen zu können, waren nun auch in größerem Maße Studien und Vorarbeiten vonnöten.